# Piha

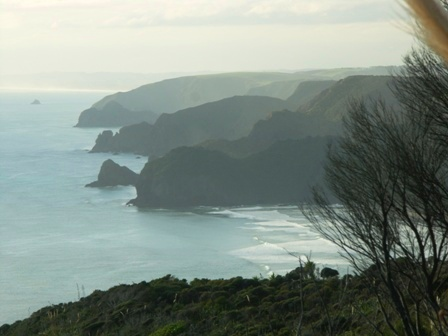
Blick von Piha nordwärts auf die Strände von Bethells und Muriwai Beach

Piha ist ein Küstenort im Stadtgebiet des Auckland Council auf der Nordinsel von Neuseeland. Bis Oktober 2010 gehörte der Ort zur ehemaligen Stadt Waitakere City. Piha ist über das ganze Jahr hin, besonders aber in den Sommermonaten, einer der beliebtesten Ferienorte und ein häufiges Ziel für Tagesausflüge der Bewohner von Auckland.

## Namensherkunft
Der Name des Ortes lässt sich in der Sprache der Māori auf „Die Bugwelle eines Kanus“ zurückführen.

## Geographie
Piha befindet sich rund 28 km westsüdwestlich des Stadtzentrums von Auckland, an der Westküste der Waitākere Ranges zur Tasmansee hin. Der Ort ist nur über die Straße von Waiatarua, westlich von Glen Eden, einem Vorort von Auckland aus durch die Waitākere Ranges zu erreichen. Dies gilt ebenfalls für Karekare, 3,5 km südlich von Piha an der Küste gelegen. Rund 11 km südlich von Piha befindet sich der Eingang zu dem Naturhafen Manukau Harbour und 14 km nördlich an der Küste liegt Muriwai Beach.
Über den Ort ist der zugehörige Strand zu erreichen, der als Piha Beach Bekanntheit erlangt hat.

## Geologie
Markantester Punkt am Strand von Piha ist der als Lion Rock (Löwenfelsen) bezeichnete Felsen. Von den Māori als Te Piha bezeichnet, entstand der Kern eines ursprünglichen Vulkans von rund 16 Millionen Jahren während einer Eruption. Der Felsen teilt den Strand in eine Nord- und eine Südhälfte und beherbergt zwei Erinnerungsplatten zu den Gefallenen des Ortes im Ersten und Zweiten Weltkrieg.

## Bevölkerung
Für Piha werden von Statistics New Zealand keine separaten Daten ermittelt. Eine Quelle der Black Sands Lodge gibt die Bevölkerungsanzahl mit um die 800 Einwohner an.

## Sport
Der Strand von Piha ist bekannt als Surfspot. 1956 wurde das Surfen dort erstmals in Neuseeland betrieben und seitdem fanden nationale und internationale Meisterschaften dort statt. Dieser Strand aus schwarzem Eisensand ist bekannt für seinen starken und sich ohne Vorwarnung ändernden Brandungsrückstrom und starke Strömungen.
Die als sicher anzusehenden bewachten Strandbereiche sind mit roten und gelben Flaggen markiert, zwei Surf Lifesaving-Clubs unterhalten im Sommer einen Rettungsschwimmerdienst für die Surfer. Der United North Piha Lifeguard Service ist für den Strandabschnitt nördlich von Lion Rock, der Piha Surf Life Saving Club für den südlich gelegenen Strand zuständig.
Die Strömung fordert bereits viele Todesopfer, die allerdings meist außerhalb der Dienstzeiten der Rettungsschwimmer zu beklagen sind. Andere Opfer waren Angler, die außerhalb der Sichtweite der Retter in schwerer Kleidung von den Felsen gespült wurden.
Nördlich von Piha liegt der nur zu Fuß zugängliche Whites Beach. Auch die Mercer Bay im Süden ist nur zu Fuß erreichbar. Die nächsten Strände mit Straßenanbindung liegen in Karekare im Süden und Anawhata im Norden.

## Medien
Der Strand Piha war Schauplatz für die Neuseeländische Reality-TV-Sendung „Piha Rescue“, die 2013 in 10 Episoden im neuseeländischen Fernsehkanal TVNZ1 lief und das Leben von Rettungsschwimmern an dem Strand zeigte.

## Sehenswürdigkeiten
- Lion Rock am Strand von Piha
- Kitekite Falls, ein sechsstufiger Wasserfall.[8]